# Olivea viticis
Olivea viticis är en svampart som beskrevs av Y. Ono & J.F. Hennen 1984. Olivea viticis ingår i släktet Olivea och familjen Chaconiaceae.   Inga underarter finns listade i Catalogue of Life.